# 乍得—罗马尼亚关系
乍得－罗马尼亚关系，是指乍得共和国与罗马尼亚之间的双边关系，于1969年7月15日建立外交关系。两国目前尚未在对方首都建立大使馆。

## 经贸关系
乍得与罗马尼亚双方在建交后的1969年签订了贸易协定，1971年又签订了经济技术合作协定，截至2007年，双边贸易额仍然微不足道。

## 历史
2007年11月，罗马尼亚宣布将向乍得和中非共和国部署120名维和士兵，以执行欧盟在当地的维和任务。罗马尼亚谴责乍得反叛团体引发的暴力冲突。然而直到2008年中，罗马尼亚国防部长特奥多尔·梅莱什卡努（Teodor Meleşcanu）表示，他们不会向乍得派遣更多兵力，并表示已经达到了极限，不愿介入冲突。
2008年12月，罗马尼亚公民马林·乔罗亚努（Marin Cioroianu）在罗马尼亚哈尔吉塔县被逮捕，他被指控于2007年7月在法国巴黎的一个停车场内意图谋杀乍得总统伊德里斯·代比的儿子布拉希姆·代比。乔罗亚努用灭火器对布拉希姆·代比喷射泡沫，导致其窒息死亡。从乔罗亚努的汽车中取出的手套中的DNA与谋杀现场收集的DNA相匹配。然而，由于国际刑警组织法国办事处缺乏相关资金不足以支付引渡费用，乔罗亚努仍被拘留在罗马尼亚。

## 国旗相似性
罗马尼亚国旗和乍得国旗的图案几乎雷同，区别在于乍得国旗的颜色相对较深。乍得于1960年自法国独立后采用了蓝黄红垂直三色旗，颜色结合了原宗主国法国国旗和泛非主义色彩。与此同时，罗马尼亚正处于社会主义时期，当时的罗马尼亚国旗中间有国徽图案，这与乍得国旗有着显著的区别。但在1989年罗马尼亚爆发革命，齐奥塞斯库政权被推翻倒台之后，罗马尼亚国旗中间的国徽图案被去掉。
2004年，有未经证实的媒体报道称乍得曾呼吁联合国调查关于国旗雷同的问题，时任罗马尼亚总统扬·伊利埃斯库表示罗马尼亚绝不会更改国旗。BBC援引伊利埃斯库的话称：“三色旗是属于我们的，我们不会放弃三色旗。”